# Concours international Adolphe Sax
 (mai 2025).
L'article doit être relu — et modifié si nécessaire — par des contributeurs indépendants pour apporter un regard critique aux contributions effectuées en violation des conditions d'utilisation de Wikipédia, tant sur la forme (notamment concernant le style encyclopédique, la proportionnalité) que sur le fond (la neutralité de point de vue, la qualité et l'indépendance des sources).
Le Concours Adolphe Sax est un concours de musique classique réservé aux saxophonistes. Il a été fondé en 1994 et se déroule tous les 4 ans dans la ville natale du musicien et facteur d'instruments belge Adolphe Sax, Dinant.

## Liste des œuvres imposées
Chaque édition, l'œuvre imposée de la finale est commandée par l'Association Internationale Adolphe Sax :
- 1994 : Caprices de Saxicare de Henri Pousseur
- 1998 : Ostinati de Frédéric Devreese
- 2002 : Pathetic Story de Frédéric van Rossum
- 2006 : Kotekan de Piet Swerts (nl)
- 2010 : Rhapsody d'André Waignein
- 2014 : Image de Jean Van der Roost
- 2019 : Noema de Claude Ledoux
- 2023 : Mantra, Canto and Capriccio de Dirk Brossé (en)[3]

## Lauréats
| Année | 1er lauréat     | nationalité |
| ----- | --------------- | ----------- |
| 1994  | Vincent David   | France      |
| 1998  | Alexandre Doisy | France      |
| 2002  | Hiroshi Hara    | Japon       |
| 2006  | Sergei Kolesov  | Russie      |
| 2010  | Simon Diricq    | Belgique    |
| 2014  | Nikita Zimin    | Russie      |
| 2019  | Kenta Saito     | Japon       |
| 2023  | Dmitry Pinchuk  | Russie      |